# K.A.A. Gent
Koninklijke Atletiek Associatie Gent (kraće K.A.A. Gent) je belgijski nogometni klub iz grada Genta, Istočna Flandrija. Najbolji ligaški rezultat ostvarili su osvajanjem prvog mjesta u sezoni 2014./15. Do sada su osvojili četiri Belgijska kupa.  
Športski klub se sastoji još od momčadi za atletiku i hokej na travi. Osnovan je 1864. godine, što ga čini jednim od najstarijih u Belgiji. Klub je nekad bio poznat pod francuskim imenom La Gantoise, kako ga i danas često zovu u francuskim jezičnim dijelovima Belgije.
Današnje je ime dobio 1971. godine. Jedan je od klubova osnivača Belgijske unije atletskih športskih društava, prethodnika Belgijskog nogometnog saveza. Nogometni je klub osnovan 1900. godine. Njegov je nadimak De Buffalos, dobiven ranih 1900-ih nakon posjeta Buffalo Billa gradu. Gent je samo u dva veća razdoblja izbivao iz prve lige, da bi se 70-ih i 80-ih godina često selio iz prve u drugu ligu. U vrh belgijskog nogometa vraća se 1989. godine i par sezona kasnije dolazi do četvrtfinala Kupa UEFA 1991./92., što je zasad njihov najveći europski uspjeh.
Svoje domaće utakmice Gent od 2013. igra na Planet Group Areni u Gentu. Boje kluba su plava i bijela.

## Uspjesi
- Belgijska prva liga:
  - prvaci (1): 2014./15.
  - doprvaci (3): 1954./55., 2009./10., 2019./20.
- Belgijska druga liga:
  - prvaci (4): 1912./13., 1935./36., 1967./68., 1979./80., 1988./89.
- Belgijski kup:
  - prvaci (4): 1963./64., 1983./84., 2009./10., 2021./22.
  - doprvaci (2): 2007./08., 2018./19.
- Belgijski superkup:
- osvajač (1): 2015.
- finalist (2): 1983./84., 2009./10.
- UEFA Intertoto kup:
  - finalist (2): 2006., 2007.

## Poznati igrači
- Petter Rudi, norveški reprezentativac
- Milan Ružić, igrao za jugoslavensku reprezentaciju

## Vanjske poveznice
- Službena stranica (nizoz.)
- Navijačka stranica Real Buffalo Fanatics (nizoz.)
- Forza Buffalo fan-klub (nizoz.)
- Profil, UEFA.com (engl.)